# 정칠성

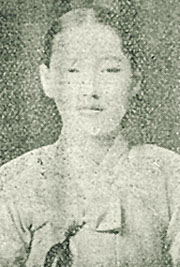
금죽 정칠성

정칠성(丁七星, 1897년 ~ 1958년)은 대한제국의 기녀 출신으로, 일제강점기에 사회주의 계열에서 활동한 항일 독립 운동가, 페미니스트, 언론인이며, 조선민주주의인민공화국의 정치인, 페미니스트이다. 별칭은 금쪽(錦竹 또는 琴竹)이다.
유년 시절에 기녀가 되어 “금죽”이라는 예명으로 활동하였고, 후일 필명이자 아호로 사용하였다. 기생학교에서 수료한 후 한남권번의 기생으로 있다가 1919년 3·1 만세 운동을 계기로 사회운동에 참여하였고, 여성주의 운동에도 참여하였다. 1924년 허정숙(許貞淑), 정종명(鄭鍾鳴), 오수덕(吳壽德) 등과 함께 사회주의자와 공산주의 여성들의 여성단체인 조선여성동우회를 창립하였고, 일본 유학 중 1925년 도쿄에서 여자유학생단체인 삼월회를 조직했다.
귀국 후 1927년에는 신간회와 근우회의 창립에 참여하였고, 여성 계몽 강연 활동과 칼럼, 논설 발표, 편물과 수자수 강사 등으로도 활동했다. 이후 근우회의 중앙집행위원, 선전조직부원 등으로 활동했다. 1929년 광주학생운동에 가담하였다. 1930년 제2차 경성학생시위사건(일명 근우회사건) 주동 혐의로 투옥당하였다.
해방 후 조선부녀총동맹을 결성해 부위원장이 되고, 조선공산당과 민족주의민주전선에서 활동하다 1948년 4월 남북협상에 참가한 뒤, 그해 8월 미군정의 좌익 탄압을 피해 해주 남조선인민대표자 대회차 월북했다가 내려오지 않고 조선민주주의인민공화국의 정부 수립에 참여하였다. 1948년 8월 제1기 최고인민회의 대의원으로 선출되었고, 1948년 10월 조선민주여성동맹 중앙위원, 1955년 민주여맹 부위원장, 1956년 4월 조선로동당 중앙위원회 후보위원을 역임하였으며, 1957년 8월 제2기 최고인민회의 대의원에 재선되었다. 1958년 국내파 공산주의자 및 사회주의자들을 제거할 때 숙청되었다.

## 생애

### 생애 초반

#### 출생과 기녀 생활

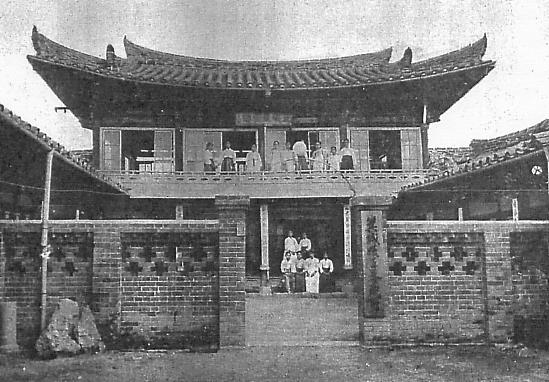
평양의 기생학교

정칠성은 1897년 대구부 출신으로 초년에는 기녀였다. 어린 시절에 대해 알려진 바가 적으나, 빈한한 가정에서 출생했을 것으로 추정된다. 정확한 생년은 전하지 않아 1897년생 설 외에도 1902년생 설, 1905년생 설, 1908년생 설 등이 전한다. 정확한 생일 역시 미상이다.
그녀의 어린시절에 대해서는 자세하게 알려진 바가 없다. 일곱 살에 기녀가 되어 각종 기예를 익혔고, 경성부 한남권번(漢南券番) 소속 기녀가 되었다. 한남권번에서 금죽(錦竹)이라는 기명으로 활동했다. 기생학교에서 기예를 배운 뒤 한남권번에서 기생으로 활동하였다.
그러나 기량이 뛰어나 기녀로서는 특별히 일본으로 유학, 일본의 동경여자기예학교(東京女子技藝學校)에서 수학하였다. 원래 책 읽는 것을 좋아해 춤과 무용 수업을 빠지다가 선생에게 혼나기가 일수였다 한다. 시를 잘 지었고, 어깨너머로 배운 실력이지만 그림도 잘 그렸으며, 바둑과 장기를 잘 두었다고 한다. 기예로는 남중잡가, 가야금산조, 병창, 입창, 좌창, 정재 12종무 등의 실력에도 탁월하였다.
19세 때에는 말 타고 나라를 구하는 외국여걸들의 전기를 읽고 자신도 그와같은 유명한 여장부가 되려고 승마를 배우기까지 하였다. 여자가 집 밖으로 다니는 것을 꺼려하고, 말을 탄다는 것은 금기시되기조차한 사회에서 그녀의 행동은 도발적인 것이었다. 정칠성은 이때의 경험을 생애에 있어서 가장 유쾌했던 일로 회고하는 글을 잡지 '별건곤(別乾坤)'에 싣기도 하였다.

#### 3.1 운동 전후

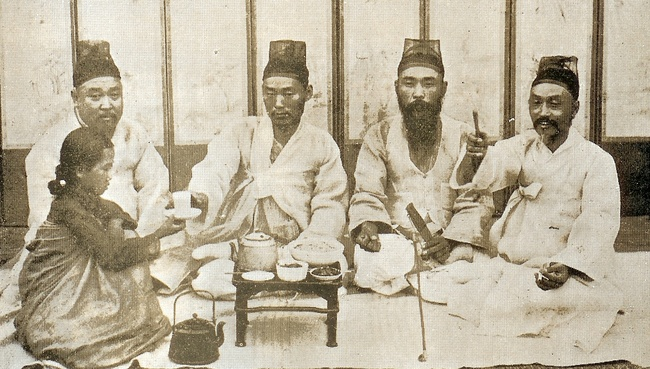
1910년대 무렵의 어느 작은 술집의 기생

3.1 운동에 참여한 기생의 한사람이었으며, 총독부의 눈을 피해 이후 일본에 유학하여 도쿄 여자기예학교를 수학하는 과정에서 사회주의 사상에 동조하게 되었다.
1919년에 3·1 운동을 겪으면서 인생에 큰 변화를 맞게 되었다. 이때의 변화를 `기름에 젖은 머리를 탁 비어 던지고 일약 민족주의자가 되었다'고 표현했다. 민족 대표 33인은 요리점 '태화관'에서 독립선언을 하였고 일부 기생들도 동참했다. 한편 이씨 성을 가진 남성과의 사이에서 일찍이 아들 이동수(李東樹)를 낳았지만 결별하고, 고려공청회 책임비서인 신철(辛鐵)과도 동거하기도 했다.
곧 그는 3.1 운동 가담 혐의로 연행되었다가 특별한 혐의가 없어 석방되었다. 후일 그는 '기미년 만세운동을 계기로 "기름에 젖은 머리를 탁 비어 던지고" 기생에서 사회운동가로 변신하게 되었다'고 회상하였다.

#### 여성주의 운동과 일본 유학
그는 작문에도 능하여 글과 논설을 지어 발표하였는데, 여성의 계몽, 교육의 장려, 사회 부조리의 개선, 위생 청결론 등을 주장하여 이른바 '사상 기생'이라는 별명이 붙기도 했다. 당시 태화관을 출입하던 소설가 장혁주는 그의 존재를 인상깊게 기억했다가 회상하기도 했다. 1920년에는 김일엽, 나혜석, 김명순 등과 함께 잡지 신여자지의 필진으로 참여하였으나 신여자지는 재정난으로 곧 폐간되었다. 이후 그는 조선의 역사 관련 서적, 사회주의 사상과 페미니즘 관련 서적들을 구해서 독서하였다.
1922년 부산에서 배편으로 일본에 다시 건너가, 동경의 도쿄영어강습소에서 영어를 수강하였다. 그러나 비용 마련의 실패로 미국 유학의 꿈은 좌절되었다.
1923년 물산장려운동에 한때 참여하였다. 1923년 10월 17일 조영수, 이춘수(李春壽) 등과 함께 대구 명신여학교 강당에서 기독교 등 종교모임의 부녀단체와 여성단체를 본따 대구여자청년회(大邱女子靑年會)를 창립발기하였다. 바로 대구여자청년회 통과위원에 선출되었다.
10월 이춘수와 대구여자청년회 창립을 주도하고 집행위원이 되었다. 대구여자청년회의 창립은 당시 종교단체외에 여성운동을 조직적으로 하는 단체가 없던 상황에서 여성대중을 대상으로 조직을 결성한 첫 시도였다. 개신교, 천주교, 불교 등의 부녀단체를 탐방, 연구한 정칠성은 전국적인 여성 단체, 여성 청년 단체 조직의 필요성을 역설한다. 이후 대구여자청년회 집행위원(大邱女子靑年會執行委員)이 되어 1925년 3월까지 대구여청에서 활동하였다.

### 독립운동과 여성운동

#### 여성단체 조직 및 여성계몽 운동

##### 여성동우회, 각 지역여성단체 운동

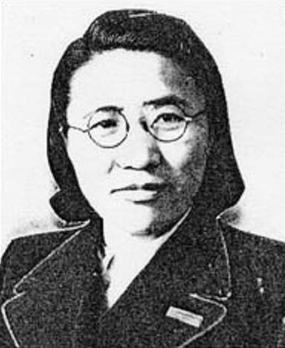
허정숙
(사상적 동지이자 호형호제하며 가깝게 지냈다.)

1923년말부터 허정숙, 정종명(鄭鍾鳴), 오수덕(吳壽德) 등과 함께 여자도 사람이라고 주장하며, 가부장제의 억압과 남성들의 억압, 제국주의의 억압에서 벗어날 것을 주장하였다. 이어 허정숙, 정종명 등과 함께 여성사회운동단체를 조직하려고 여학생과 부인 중에서 동지를 규합하기 시작하였다. 이 중 신분과 배경을 보지 않고 사람을 사귀던 허정숙과는 특별히 친하게 지냈으며, 이후 정칠성은 허정숙과 함께 알렉산드라 콜론타이의 사상을 조선에 소개하는데 앞장섰다.
1924년 5월 15일 그는 경성 천도교당에서 허정숙, 주세죽, 김조이, 정종명, 박원희, 김필애 등과 함께 한국 최초의 여성 사회운동 단체인 조선여성동우회(朝鮮女性同友會)를 창립, 발기인으로 참여하였으며, 여성동우회 창립발기식의 사회자로 활동했다. 바로 조선여성동우회 집행위원에 선출되었다. 이어 신사회 건설과 여성해방운동에 참여할 여성의 단결 등을 목표로 설정하였고, 조선과 일본을 오가며 사회운동을 벌였다.
정칠성은 정종명, 오수덕 등과 함께 종래의 소극적 여성운동을 극복하고자 여성해방단체조직에 착수하였다. 당시 여성의 사회활동이란 생소한 것이었기에, 정칠성은 일반 부인을 대상으로 직접 회원모집에 나섰다. 이후 그는 각지의 순회강연과 칼럼, 기고를 통해 여성 계몽운동에 나섰고, 경성에서 다른 여성단체의 일을 보면서도 1925년 3월까지 대구여자청년회 집행위원을 겸직하였다. 1924년 7월 20일 조선여성동우회 집행위원으로, 인천노동총동맹회 상무위원(仁川勞働總同盟會常務委員)에 선출, 겸임하였다. 또한 대구여자청년회 집행위원 일도 겸하였다.

##### 일본 유학 전후
이후 일본에 건너가 체류 중, 1925년 3월 도쿄에서 무산계급 및 여성의 해방을 목적으로 이현경, 황신덕 등의 유학생들과 함께 동경의 조선여성단체인 삼월회(三月會)를 조직, 삼월회의 간부로 활동하였다. 3월 8일 대구부내 노동공제회에서 대구여자청년회 주최 국제부인데이 기념행사에 연사로 초빙되어 '국제부인운동의 의의'라는 주제로 강연하였다. 1925년 3월 22일에는 대구청년회관에서 경북지역 인사들이 모인 사회주의 연구 사상단체 사합동맹(四合同盟)에 창립발기인으로 참여, 맹원으로 활동하였다. 3월 31일 다시 유학차 일본으로 건너갔다. 일본으로 건너간 그는 도쿄 여자기예학교에 복학하였다.
1925년 11월 일본 정부에서 가상의 적을 대비하여 각급 중고등학교에 군사훈련 및 각종 군사교육을 실시하자, 정칠성은 군사교육 반대하는 운동에 참여했다. 11월 7일 홋카이도의 소준고등학교 강당에서 일본내 시민단체, 여성단체, 사회주의 운동단체 및 조선인 유학생단체, 삼월회, 일월회(남성 단체) 공동 주최로 열린 군사교육 반대 집회에 그는 삼월회의 대표 자격으로 박경희(朴慶姫)와 함께 참여하였다. 그러나 일본경찰 2백 명이 급히 투입되어 진압하자, 바로 피신하였다.
1926년 1월 삼월회 간부 자격으로 《조선일보》에 '신여성이란 무엇?'이라는 칼럼을 발표했다. 여기서 정칠성은 강렬한 자립정신, 강력한 계급의식을 지닌 여자가 모든 불합리한 환경을 개선해 나갈 수 있는 진정한 여자로 거듭날 수 있다고 하였다. 그는 칼럼과 강연을 통해 여자가 경제적으로 자립할 수 있어야 남자와 가정으로부터 독립할 수 있다고 역설하였다. 경제력을 얻으려면 여자 역시 취직해야 함을 역설하였다. 1926년에는 조선여성친목회에 가입하였다. 1926년 3월 동경예기학교를 졸업하고 귀국하였다.

##### 여성 해방 운동
그는 여성의 자유를 넘어서 여성의 해방을 주장하였다. 가정과 결혼에서 독립하는 것이 바로 여성의 해방이라는 것이었다. 그는 나혜석, 김일엽, 김명순 등이 여성 해방을 외치지 못하고 여성의 자유, 남녀 평등만을 외친다는 점을 두고 상당히 소극적이라며 비판했다. 단순한 자유를 넘어서 남성과 가정, 가족으로부터 독립하지 않는 한 여성의 권리를 찾는 것은 요원한 일이라고 지적했다.
사회주의 여성운동가 중에서도 정칠성은 유독 원리 원칙에 충실했다. 그는 평소 이론을 떠난 개인적 경험담은 가급적 자제하며, 동지들에게는 사회 운동과 여성의 해방이 더 중요하므로 가정을 뛰쳐나오라고 권유하였다. 그는 일찍부터 노동여성의 고통에 공감하며 계급해방을 당당히 외쳤지만 당대 사회가 지닌 제약을 인정하지 않을 수 없어, 조선사회가 용납하지 않을 테니 성과 사랑에 대해서는 말하지 않겠다고 했다. 그는 여성이 권리를 찾기 위해서는 여성이 해방되어야 하고, 여성이 해방되는 길은 결혼과 가족, 가정으로부터의 해방이라고 말했다.

#### 신간회, 근우회 활동

##### 신간회, 근우회 참여
1926년 신철과 이혼하였다. 그런데 신철은 정칠성의 동지인 정종명과 동거하였다. 정칠성은 개의치 않고 신철과 예전처럼 동지적 관계를 유지했다. 또한 정종명과도 예전의 사상적 동지관계를 유지하였다. 이들의 연애는 화제가 되었다.
1926년 7월 7일 경성의 동아청년회 창립에 참여하고 회원이 되었다. 1927년 다시 귀국하여 1927년 2월 신간회에 창립발기인으로 참여하여 신간회의 창립멤버가 되었다. 곧 신간회 경성지회 조직에도 참여하여, 신간회 경성지회 중앙위원과 신간회 중앙위원회 위원의 한 사람이 되었다. 한편으로 그는 여성단체 조직에 착수하였다.
1927년 4월 26일에 경성 중앙유치원에서 좌우합작의 여성단체인 근우회(槿友會)가 창설될 때 유각경, 황신덕, 김선, 허정숙 등과 함께 근우회 창립발기인으로 참여하였고, 민족주의와 사회주의운동의 연합체인 신간회의 자매단체로의 결연을 주선하였다. 4월 28일 근우회를 발족되자 근우회 회원모집부 부원이 되어 대구로 내려가 홍보, 회원을 모집하고 근우회 경상북도지회 조직을 주관하였다. 정칠성은 근우회가 전국에 지회를 결성할 때 대구지회 결성의 임무를 띠고 파견되어 전국에서 가장 많은 집행위원(당시 21명)을 구성하는 데까지 활약하였다.
정칠성은 근우회 제1회 창립준비위원회에서 회원모집의 업무를 맡았고, 이후 근우회 창립대회에서 중앙집행위원으로 선출되었다. 창립대회장에서 정칠성은 "여자의 날(당시 4월16일) 제정기념으로 시위를 하자"는 의견을 내었으나 감시중이던 일본경관들의 저지로 시행할 수 없었다. 5월 27일 근우회 선전조직부 위원, 5월 29일 근우회 중앙집행위원회 위원으로 선출되었다. 1927년 7월 근우회 중앙집행위원장이 되었다.
1927년 5월 19일의 근우회 총회에서는 4월 16일을 여자의 날로 정하는데 참여하였다.

##### 여성 계몽, 강연 활동
그는 동아일보와 매일신문 삼천리지 등에 칼럼과 논설, 대구, 부산, 전주 등지의 전국으로 순회강연을 다니며 여자의 자유 연애와 여자의 남자, 가정으로부터의 독립, 자립을 역설하였다. 1927년 6월 6일에는 평양여성동우회 주최로 평양부내 평양천도교당에서 열린 평양여우강연회와 여성문제대강연회(女性問題大講演會)의 연사로 참여하였다. 여성문제대강연회의 연사로 연설을 끝마친 뒤 평양경찰이 난입해 강연을 중단시켰다. 이후에도 그는 각지로 돌아다니며 가사노동 등으로부터의 여성의 해방을 주장하였고, 경찰의 감시망에 오르게 되었다.
그해 7월 근우회(槿友會) 중앙집행위원장이 되었다. 1927년 7월 15일 근우회에서 매월 15일을 선전홍보일로 정하였고, 그날 경성 각지 선전위원을 선출할 때 그는 근우회 종로4정목(鍾路四丁目) 담당 선전위원이 되었다.
9월에는 경상남북도 출신으로 구성된 영남친목회(嶺南親睦會)가 구성되자 정칠성은 지방열과 지방 감정을 조장할 우려가 있다 하여 반대하였다. 9월 11일 정칠성은 이원혁(李源赫) 등 74명과 공동 명의로 지역 친목회 조직 반대에 서명하였다. 9월 14일 동아일보사 송진우 사장의 초빙으로 동아일보 주최 동복편물강습대회의 강사로 참여하였다.
10월 6일 박원희와 함께 근우회 조사위원 겸 전권위원에 임명되어 경성에서 함흥으로 파견되었다. 바로 근우회 함흥지회를 개설하고, 함경도지역 조사 후 10월 6일 함흥 오로리의 오로여자상조회(五老女子相助會)에서의 강연을 계획하였으나 함흥경찰에 의해 체포, 강연회 자체가 무산되고 되돌아왔다. 정칠성과 박원희가 경성으로 되돌아간 뒤 함흥여자청년회와 함흥기독청년회 주최, 동아일보, 조선일보 후원 하에 부인문제대강연회가 열리자 연사로 초빙되었다. 그러나 경찰의 방해로 집회가 무산되자 오히려 사회단체의 집회를 방해한다 하여 지식인층의 반발을 불러오게 됐다. 10월 16일 근우회 집행위원으로 대구에 다녀온 뒤 다시 함흥으로 가서 근우회 함경남도 지부 조직에 착수하였다.

##### 근우회 지회 조직 활동
1927년 11월 서대문정 조선여자기예원(女子技藝院) 교수로 초빙되었다. 여자기예원 교수로 있으면서 부녀자들에게 수자수, 편물, 공예 등을 가르쳤고 일과시간 이후에도 자신의 사택을 찾아온 부녀자들에게 개인지도를 하기도 했다. 12월 2일 마포청년회 강당에서 열린 신간회 경성지회 강연에 이관용(李灌鎔), 이관구 등과 함께 연사로 참여, '신간회와 여성운동'이라는 주제로 강연하였다.
1928년 1월 15일 서대문구 서대문정에 있는 조선여자직업사(朝鮮女子職業社)의 교사로 출강하였다. 1928년 2월 3일 근우회 총회에서 경성지회 설치가 결정, 심은숙(沈恩淑), 조원숙(趙元淑), 문인순(文仁順) 등과 함께 근우회 경성지회를 조직하였다. 2월 23일 공평동 근우회관에서 허정숙 등과 함께 근우회 경성지회 창립 발기인이 되고, 3월 13일에 근우회 경성지회 출범 후 경성지회 중앙위원에 위촉되었다.
1928년 2월 24일 근우회 상무위원에 피선, 상무위원 황신덕 등과 함께 대구로 파견되어 근우회 대구지회를 개설하였다. 2월 27일에는 근우회 본부요원으로 대구지회 창립을 지원하였고, 근우회 조직 취지를 설명하였다. 4월에는 근우회 전국대회를 준비, 4월 20일 근우회 전국대회준비위원회 재무부원으로 행사에 참여하였다.
1928년 5월 12일 경성부 경운동 천도교기념관에서 근우회 창립1주년 기념식 때 사회자이자 연사로 활동했다. 이때 그는 '근우회 창립 일주년 기념식을 맞으며'라는 주제로 강연하였다. 6월 5일에는 경상북도 영천에 파견되어 근우회 영천지회 조직에 착수하였다. 6월 7일에는 근우회 영천지회 창립발기식을 지원하고 근우회 조직 취지를 설명하였다.

#### 강연, 교육 활동
여자직업사의 수자수 교사와 근우회 각 지회설치 활동을 하면서도 동아일보, 삼천리지 등에 칼럼과 논설을 발표하였다. 1928년 5월 20일에는 황주청년회관에서 신간회 황해도 황주지회가 주최한 '사회문제대강연회'에 연사로 참여, '여성운동과 신간회'라는 주제로 강연하였다. 강연 주제 중 그는 '우리 조선여자들은 남자들의 완롱물이요, 남자의 위안물이며, 남자들의 일개의 생식기계에 지나지 않는 노예였다.'는 내용이 문제시되어 임석경찰관에 의해 강제로 연행되었다가 풀려났다.
7월 7일 경성부 도화동예배당에서 열린 동아청년회 2주년 기념식에서 '노동청년의 할일'이라는 주제로 강연하였다.
그는 근우회 본부요원으로 7월 16일부터 18일까지 3일간 개최된 근우회 임시전국대회 행사를 주관하였다. 7월 16일 경성부 경운동 천도교회관에서 열린 근우회 임시전국대회에서 유각경, 황신덕 등과 함께 대의원자격심사위원에 선출되었다. 7월 17일에는 근우회 집행위원의 한 사람에 선출되었다.
1928년 9월 신병 요양차 울산으로 내려가 요양하였다. 9월 5일 요양차 울산 체류 중 경남울산청년회와 동아일보 울산지국 후원하 울산예배당에서 개최된 강연회에서 '여자의 불평과 남자의 각성'이라는 주제로 강연하였다.
1928년 근우회 임시전국대회자격심사위원, 1929년 제2회전국대회준비위원회 의안부책임자를 거쳐 1929년 8월 서대문경찰서에 체포, 투옥되었으나 곧 석방되었다. 1929년말 다시근우회 중앙집행위원장에 선출되었다. 근우회 위원장으로서 순회강연으로 항일 의식을 고취하다가 수차례 검거되었다. 이후에도 합법적·비합법적 투쟁에 종사하여 요시찰 인물로 감시당하였다.

#### 콜론타이 사상 수용

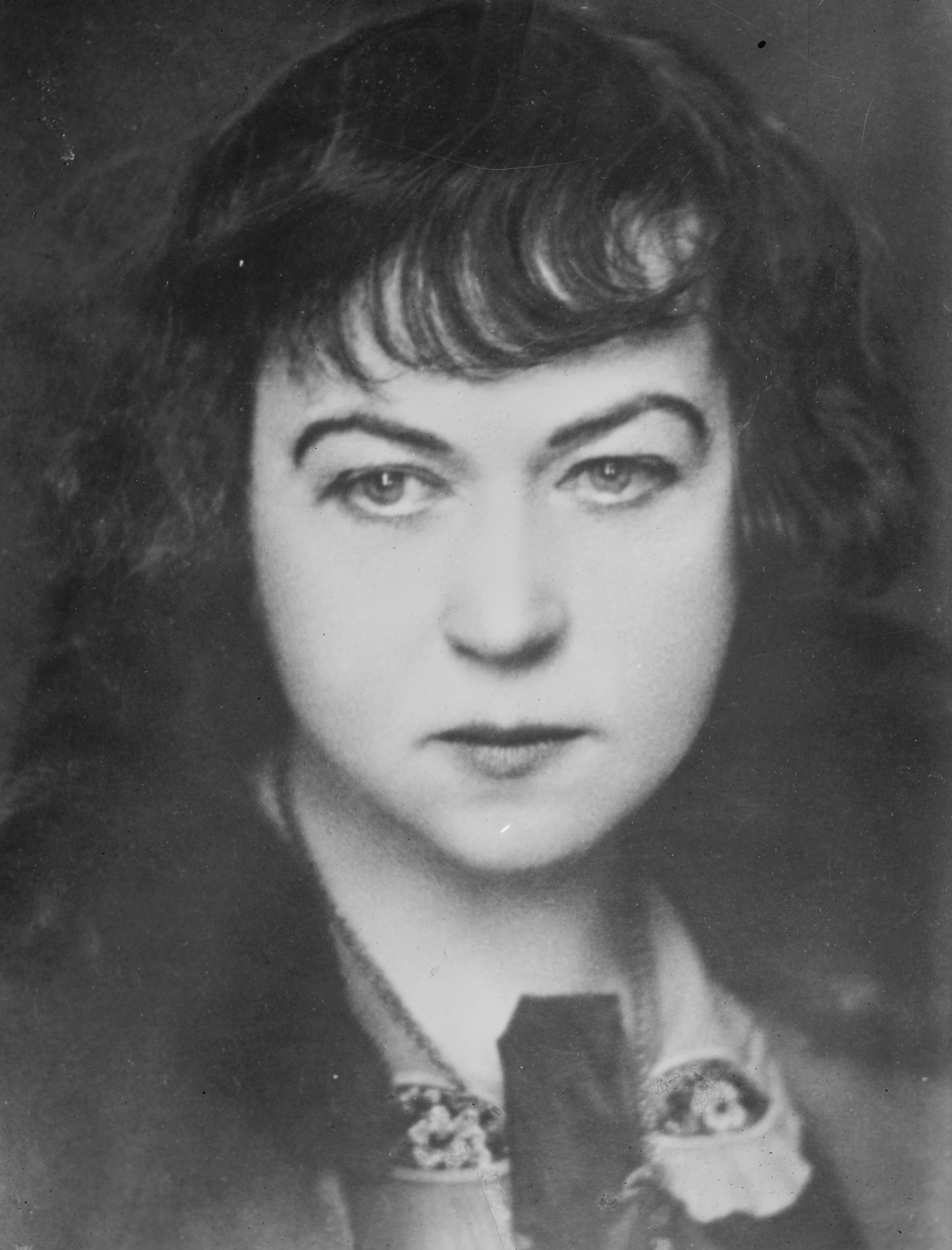
알렉산드라 콜론타이

알렉산드라 콜론타이의 사랑과 섹스가 무관하다는 관점은 1920년대 1930년대 조선에도 큰 영향을 미쳤다. 정칠성은 사랑과 성이 무관하다는 콜론타이의 이론을 수용, 조선에 소개하는데 일익을 담당했다. 사랑과 섹스는 무관하며 사랑 없이도 섹스가 가능하다는 주장은 당시 사회에 충격을 주었고, 성리학자들과 남성 문필가들로부터 음란하다는 비난과 반발을 초래하였다.
1927년에 조직된 항일여성운동단체인 근우회에서 활동하던 정칠성은 '적연비판, 콜론타이의 성도덕에 대하여 (삼천리, 1929.9)에서 기자가 '콜론타이의 "연애와 성욕은 별문제"이며, 사회운동을 하느라 연애하기 힘든 상황에서 필요에 따라 성욕을 해소해야 한다는 입장에 대해 의견을 물었을 때, 정칠성은 "현실을 잘 본 말이외다. 성욕과 연애는 당연히 갈라져야 하겠지요. 그러고 결혼의 자유, 이혼의 자유가 아주 완전하게 없는 곳에서는 그렇게밖에 더 어떻게 하겠습니까?"라고 대답했다.
또한 "입센의 인형의 집의 노라의 해방과 붉은 사랑의 여주인공 왓시릿샤(바실리샤)의 해방이 어떤 차이를 지니는가?"라는 기자의 질문에 정칠성은 '노라는 '개인주의적인 자각'으로서 개성에 눈을 떠 남편의 집을 뛰쳐나갔지만 거리에서 얼어 죽은 '공상적 여성'인 반면, 바실리사는 노라와 달리 경제적으로 해방되어 모든 면에서 철저하게 자유로워진 여성이라 대답한다. 이렇게 당시 사회주의 조선 신여성들에게 콜론타이는 "계급의식을 바탕으로 성적, 경제적으로 해방된 진정한 자유를 얻은 여성"의 상징으로 수용되었다. 콜론타이의 이론을 적극 수용, 조선에 소개시킨 여성운동가로는 정칠성 외에도 허정숙, 정종명 등이 있었다.
정칠성과 허정숙 등은 단순한 성적 해방, 성적 자유를 넘어서 기존 가부장제의 폭력성과 유교적 도덕윤리에 대한 저항적인 측면에서 성 해방담론을 형성하였다.

### 일제 강점기 후반

#### 광주 학생 운동과 조선공산당 활동

1929년 11월 6일자 동아일보 기사 (광주학생 항일운동 당시의 격문 보도 내용)

1929년에는 광주 학생 운동에 연루되어 투옥되었다가 풀려났다. 그러나 1930년에는 조선공산당과 관련하여 제3차 조선공산당 사건의 관련자로 지목, 투옥되었다.
1929년 1월 21일 신간회 경성지회 사찰위원, 1월 22일 신간회 임시대회에서 본부대회 대표회원에 선출되었다. 2월 17일 신간회 2주년 기념식에 권동진, 허헌, 김여식, 이종린, 홍명희 등과 함께 축사를 낭독하던 중 임석경관에 의해 소환되었다. 2월 19일 근우회 중앙상무위원회에서 근우회 회보 발행책임위원에 선출되었다.
1929년 3월 3일 근우회 경성지회 대회 준비위원이 되어 천도교당에서 근우회 경성지회 대회를 개최하였다.3월 7일 아현리에서 열린 신춘여성문예대강연회에서 '여자의 속과 해방'이라는 주제로 강연하였다. 3월 30일 근우회 영주지회 창립 준비에 파견되어 영주지회 조직을 지원하였다. 4월 28일에는 근우회 전국지방순회강연 조를 편성하자 경의선지역 순회강연 연사로 선정되었다.
5월 근우회 각 지역순회강연 대표자를 전국에 파견할 때 근우회 중앙상무집행위원으로 경의선 라인 담당을 맡아 순회강연에 나섰다. 5월 8일 그의 강연지는 장단, 개성, 사리원, 해주, 재령, 연백, 평양, 진남포, 정주, 의주, 신의주로 정해지고, 5월 12일 경성에서 열차를 타고 황해도, 평안도를 다녔다.
5월 22일 평양 백선행기념관에서, 5월 25일에는 진남포에서 에버트 청년회관에서 '근우회운동의 의의'라는 주제로 강연하였다. 6월 1일 근우회 경성지회 상무위원을 겸하였고, 의주에 도착하여 의주공회당에서 강연하였다. 이후 신의주 강연을 거쳐 6월 14일 인천 내리에서 조선여성운동의 의의라는 주제로 순회강연을 마쳤다. 6월 18일에는 개성 고려청년회관에서 개최된 근우회개성지회 대회 행사에 사회자로 참석하였다.
1930년 1월 경성에서 벌어진 만세시위인 제2차 경성학생시위사건(일명 근우회사건) 주도 혐의를 받고 1월 18일 경기도경찰부 고등계에 체포, 다시 투옥당하기도 했다. 이후 경기도경찰부 감옥에서 취조받다가 2월 25일 종로경찰서로 이감되어 취조를 받았으나 혐의가 없어 풀려났다. 1930년 3월 15일 근우회 경성지회 대의원에 선임되었다.
1930년 3월 29일 열차 운전사들의 파업에 관련자로 지목되어 용산경찰서에 체포되었다가 혐의가 없어 4월 3일 석방되었다. 4월 15일 신간회 경성지회 대회에서 정종명 등과 함께 신간회 경성지회 집행위원에 선출되었다. 1931년 신간회 중앙집행위원이 되었다.
1931년 신간회가 해산된 뒤에는 서울 종로구에서 상업에 종사하였다. 이 기간 중 광산 산업 주변에서 사무원으로 일하는 등 사회운동과는 떠나 있었던 것으로 알려졌다. 1930년 말에 제기된 신간회 해소론에 반대하고 계몽운동에 주력할 것을 주장하였다. 그러나 그의 주장은 묵살되었고 일부 부르주아층 여성들의 이탈로 신간회는 붕괴된다.

#### 중일전쟁 전후
1931년 1월 《조선지광》 1931년 정월호에 '연애의 고민상과 그 대책'이라는 글을 발표했다. 여기에서 그녀는 연애로 인한 고민과 여성의 나아가야할 길을 제시하였다. 사랑이라는 미명하에 종속적인 관계의 결혼을 하게 되는 여성들과 남자에 대한 애정으로 자신의 길을 포기하는 여성들에게 일침을 가한다. 성차별과 불평등이 존재하는 사회에서는 연애도 결혼도 모두 평등한 여성으로서의 인권을 보장받을 수 없다고 주장하였다. 그는 이상적인 사랑을 위해서는 이러한 불합리한 사회적 제도와 환경과 싸워야한다고 하였다. 그녀는 '연애의 고민상과 그 대책'으로 다시 세간의 주목을 받고 여중, 여고를 다니며 강연활동을 하였다.
1931년 경성, 평양, 대전, 전주, 대구, 통영의 공회당에 초빙되어 편물과 수자수 강습으로 받는 강사료로 생계를 유지했다. 잠시 광산업 사무원이 되었다가 그만두기도 했다. 1931년 신간회가 유야무야되자 신간회 해소론에 반대하였으나 묵살당했다.
1931년 5월 신간회 전체대회에서 신간회 해산이 결의되자, 그후 2년동안 사회활동을 일시 중단하고 서울 낙원동에서 조그마한 가게를 경영하였다. 또한 기방이 쇠퇴해감에 따라 기녀 출신 인사들의 영화 캐스팅, 연극 캐스팅 등에도 노력하였다. 그는 기생들의 판소리와 대본 암기 능력이 다른 여배우들보다 부족하지 않음을 입증해 보이기도 했다. 이후 조선인 기녀들 중에는 영화 배우나 희극 배우, 연극 배우로 캐스팅되거나 전직하였다.
1930년대 후반부터는 편물학당을 개설하여 뜨개질을 가르치기도 했다. 그 뒤 태평양 전쟁 중에는 창씨 개명을 거절하고 상점 운영에 종사하는 한편, 1931년부터 나가던 경성, 평양 등의 공회당 수자수, 편물 강사일을 계속하였다. 또한 틈틈이 조선지광, 삼천리 등에 칼럼을 기고하고 고료를 받기도 했다. 1938년 일본에 유학중인 아들 이동수의 학비 조달이 곤란하자 다시 기생이 되려 하였으나, 대동광업회사에서 아들 이동수의 학비를 지원하였다.
1938년 5월 함경남도 장진에서 삼포금광배급소 주임으로 일하면서 생활하였다. 정치 활동에 일체 관여하지 않겠다고 하여 조선총독부의 의심의 눈을 피한 그는 지하활동을 하는 박헌영, 김조이, 조봉암 등과 수시로 연락하며 정세를 살폈다.

### 해방 이후

#### 광복 직후
1945년 8월 태평양 전쟁이 종전되고 조선공산당이 재건되자 경성으로 올라가 박헌영의 재건파 조선공산당에 참여하였다. 8월 16일부터는 건국준비위원회에도 참여하였다. 미군정이 시작되자 서울에서 좌익 운동에 참여하였다. 1945년 9월 대구의 조선공산당 경상북도지구당 부녀부장이 되고, 조선공산당 중앙위원에도 선출되었다. 그러나 정칠성은 시중의 조롱과 멸시를 당했다. 당시 조선공산당은 "봉건유제 타파하여 여남평등 이룩하자!"고 부르짖던 진보적 정당이었고, 그는 공산당의 간부였지만 여전히 기생을 팔반천인의 하나로 여기던 시절이었고, 정칠성은 기생 출신이 정치를 한다고 야유를 보냈다.
1945년 9월에 좌익계 여성단체인 조선부녀총동맹을 결성하여 중앙집행위원이 되었다. 그해 12월 조선부녀총동맹 부위원장에 선출되었고, 12월말 모스크바 삼상회의가 결정되자 정칠성은 박헌영 등과 함께 처음에는 신탁통치에 반대하였으나, 신탁의 불가피함을 인정하고 찬탁으로 돌아섰다. 이후 찬탁매국노로 몰리자, 테러를 피해 대구와 경성과 각지에 은신처를 마련하고 숨어 다녔다.
1946년 2월에는 범좌파 연합 단체인 민주주의민족전선이 조직되자, 그 간부가 되었다. 그해 2월 14일 민주주의민족전선의 중앙상임위원 겸 조직부 차장에 피선되었다. 이후 미군정의 좌익 탄압으로 은신처를 마련하여 전국 각지로 피신생활을 하였다.

#### 해방 정국의 정치 활동
테러와 탄압을 피해 피신생활 중에도 그는 1946년 3월 허정숙과 함께 서울에서 국제부녀절 행사를 조직하였다. 그해 5월 허정숙이 월북한 뒤에도 1948년까지 매년 3월 8일 서울에서 여성운동가들과 함께 국제부녀절 행사를 개최했다.
1946년 11월의 한 젊은 여기자와의 방송 인터뷰에서 그는 11월 혁명 기념일을 초라하게 맞는 것이 쓸쓸하다고 밝히며 이날을 위해 당시 러시아 여성들이 바친 피와 노력에 존경을 표한다고 밝혔다.
1947년 황해도 해주에서 열린 남조선인민대표자대회에 참석하기 위해 비밀리에 3.8선을 넘어가 해주의 남조선인민대표자대회에 참석하고 되돌아왔다. 1947년 8월초, 서울경찰국 지휘하 좌파 인사에 대한 대대적인 검거 때, 8·15폭동 음모사건 배후 선동혐의를 받고 서대문경찰서에 체포, 미군정 포고령 제2호 위반으로 서대문경찰서에 억류되었다. 8월 29일 구류처분을 받고 다시 1개월간 투옥당했다. 10월 가석방되었으나 곧 지하로 잠적했고, 소재불명으로 기소중지되었다.
1948년 4월 남북 협상 직전 삼팔선 이북 지역으로 탈출하였다. 4월부터 5월까지 평양에서 개최된 전조선 제정당 사회단체 연석회의에 남한측 여성단체 대표의 한 사람으로 참석하였으며, 제1차 남북협상을 마친 뒤 서울로 귀환하였다.

#### 월북과 숙청
1948년 6월 황해남도 해주에서 열린 제2차 전조선 제정당 사회단체 연석회의에 참석하였다. 그해 8월 해주에서 개최된 남조선인민대표자 대회 참가차 3.8선을 넘어 월북했다가 내려오지 않고 북조선에 머물렀다. 그 뒤 조선민주주의인민공화국 정부 수립에 참여하여 1948년 9월에 최고인민회의 제1기 대의원에 선출되고 민주여성동맹 부위원장 등을 역임했다. 1948년 10월 조선민주여성동맹 중앙위원에 선출되었다.
1955년 조선평화옹호전국민족위원회 부위원장, 1956년 민주여성동맹 부위원장에 피선되고, 4월에는 조선로동당 중앙위원회 후보위원에 선출되었다. 1957년 다시 조선민주여성동맹 부위원장에 재선되고, 평안북도 인민위원회 대의원에 선출되었다. 1957년 8월 최고인민회의 제2기 대의원 선거에 평안북도 지역구로 입후보, 당선되어 제2대 최고인민회의 대의원을 지냈다.
조선로동당 중앙위원회 후보위원과 최고인민회의 제2기 대의원으로 재직 중, 1958년에 남조선로동당 계열이 숙청될 때 밀려나 사망했다는 설이 있다.

### 사후
반공을 국시로 내건 이승만 정권의 탄압으로 남한에서의 합법적인 활동이 불가능해지자, 남로당계 인사들과 함께 월북했다. 기생 출신에다가 월북자라는 이유로 언급이 금기시되다가 1992년 이후부터 독립운동과 여성운동에 참여한 것에 대한 재조명, 평가 여론이 등장하기 시작하였다.

## 사상과 신념

### 여성 자립론
정칠성이 관여한 단체들은 한결같이 여성 해방과 무산계급 여성에 의한 새로운 사회 건설을 목표로 했다. 그녀는 남자에게서 그리고 사회의 억압과 인습의 굴레에서 독립하여 한 사람의 인간으로 거듭나는 것이 중요하다 하였다. 정칠성은 3.1운동 뒤 화류계를 떠나 사회주의사상에 관심을 가지기 시작했고, 1922년 도일하여 일본 도쿄영어강습소에서 수학했다.
정칠성은 삼월회 간부로서 1926년 1월 4일자 '조선일보'에 '신여성이란 무엇'을 발표하여 "진정한 신여성은 모두 불합리한 환경을 부인하는 강렬한 계급의식을 가진 무산여성으로서 새로운 환경을 창조코자 하는 열정있는 새 여성이다" 라고 하였다.
그녀에게 진정한 신여성은 "모든 불합리한 환경을 부인하는 강렬한 계급 의식을 가진 무산 여성"이었으며, 여성 해방은 계급 해방을 통해서만 실현될 수 있다고 믿었다. 남성과 사회로부터 여자가 한사람의 인간으로 자립할 수 있는 것은 여자의 자립심, 자립 의지, 그리고 경제적 독립이라 하였다.

### 성욕, 사랑 별개론
그는 성욕과 사랑은 별개로 규정하였다. 한 언론과의 인터뷰에서 그는 '성욕과 연애는 당연히 갈라져야' 한다고 주장했다. 그는 성욕과 사랑이 별개인 이유로 조선 사회가 '결혼의 자유, 이혼의 자유가 아주 완전하게 없는 곳'이기 때문이라고 이유를 제시하였다.

### 여성 해방론
정칠성은 여성의 자유를 넘어서 여성의 해방을 주장하였다. 그는 입센의 소설에 나오는 노라보다는 콜론타이가 말하는 남성과 가정에 얽매이지 않는 여성을 높이 평가했다. 정칠성은 '노라는 '개인주의적인 자각'으로서 개성에 눈을 떠 남편의 집을 뛰쳐나갔지만 거리에서 얼어 죽은 '공상적 여성'인 반면, 바실리사는 노라와 달리 경제적으로 해방되어 모든 면에서 철저하게 자유로워진 여성'이라 평가 하였다.
1928년 5월 20일에는 황주청년회관에서 신간회 황해도 황주지회가 주최한 '사회문제대강연회'에서의 강연에서 그는 '우리 조선여자들은 남자들의 완롱물이요, 남자의 위안물이며, 남자들의 일개의 생식기계에 지나지 않는 노예였다.'며 여성의 억압을 지적하였다.
그는 성적 자유, 남녀의 평등을 넘어서 결혼과 가정, 가족에서 해방된 독립적인 여성을 이상적인 여성으로 규정하였다. 이는 허정숙, 정종명 등에게도 영향을 주었다.

## 평가
정칠성은 일제라는 식민지 억압구조와 조선의 봉건적 구습의 테두리 속에서 얽매여 있던 여성들의 의식부터 깨우고자 노력하였다. 그녀는 '가정과 사회에서 무시당하고 열등한 인간취급을 받던 여성들에게 잠에서 깨어나라고 강하게 호소하였다. 그리고 평생을 여성해방운동을 위해서 투신하였다. 정칠성이 화류계에서 벗어나서 사회주의여성으로 거듭 태어날 수 있었던 힘도 자유로운 한 인간으로서의 해방을 갈망했던 몸부림에서 나왔으리라 '는 시각도 있다.

## 기타
기녀였던 그는 논개의 후손임을 내세우며 만세운동에 적극 참여했을 뿐 아니라 요릿집 손님들에게 독립사상을 설파하는 몇 안되는 사상기생의 한 사람이기도 했다. 그와 동명이인으로 칠곡 출신의 남자 독립운동가 정칠성(鄭七星)도 있다.

## 같이 보기
| - 3·1 운동 - 광주학생운동 - 근우회 - 신간회 - 여성동우회 - 허정숙 - 정종명 - 박정애 - 박원희 - 김순애 - 송계월 - 여성 해방 운동 - 알렉산드라 콜론타이 | - 페미니즘 - 자유주의 - 자유 연애 - 남북협상 - 근화회 - 나혜석 - 김명순 - 김활란 - 박인덕 - 박차정 - 윤치호 - 주세죽 - 황애덕 | - 황신덕 - 김일엽 - 김마리아 - 박헌영 - 김원봉 - 박순천 - 이광수 - 임영신 - 판위량 |

## 참고자료
- 정칠성(丁七星) - 한국학중앙연구원
- 3·1 독립운동 뛰어든 ‘사상기생’ 사회주의 운동가로 활동 보관됨 2020-02-21 - 웨이백 머신 한겨레 신문 2002.04.15
- [현대사 아리랑]조선부녀총동맹 부위원장 정칠성
- 김중순, 〈근대화의 담지자 기생〉, 계명대학교, 《한국학논집 제43집:2011년 6월호》 (계명대학교 한국학연구소, 2011) pp 161 ~ pp 194

## 관련 서적
- 조선통신사, 《조선연감 1948년판》(조선통신사, 1947)
- 이배용 외, 《우리 나라 여성들은 어떻게 살았을까 2:개화기부터해방기까지》 (청년사, 1999)
- 정칠성, 《신여성이란 무엇?》 (두루미 출판사, 2020)